# Atractus lancinii
Atractus lancinii — вид змій родини полозових (Colubridae). Ендемік Венесуели.

## Поширення і екологія
Atractus lancinii мешкають в горах Прибережного хребта на півночі Венесуели, від Яракуя до Міранди. Вони живуть у вологих гірських тропічних лісах, на висоті від 800 до 2000 м над рівнем моря.